# Kanton Hazebroek-Noord
Hazebroek-Noord (Frans: Hazebrouck-Nord) is een voormalig kanton van het Franse Noorderdepartement. Het kanton maakte deel uit van het arrondissement Duinkerke. In 2015 is het kanton opgeheven en de gemeenten zijn verdeeld over twee nieuw gevormde kantons: Het kanton Belle en het kanton Hazebroek.

## Gemeenten
Het kanton Hazebroek-Noord omvatte de volgende gemeenten:
- Blaringem (Blaringhem)
- Ebblingem (Ebblinghem)
- Hazebroek (Hazebrouck) (deels, hoofdplaats)
- Hondegem (Hondeghem)
- Kaaster (Caëstre)
- Linde (Lynde)
- Ruisscheure (Renescure)
- Stapel (Staple)
- Waalskappel (Wallon-Cappel)
- Zerkel (Sercus)